# Ixobrychus exilis
Ixobrychus exilis là một loài chim trong họ Diệc.